# Tai Dam
 (décembre 2010).
Si vous disposez d'ouvrages ou d'articles de référence ou si vous connaissez des sites web de qualité traitant du thème abordé ici, merci de compléter l'article en donnant les références utiles à sa vérifiabilité et en les liant à la section « Notes et références ».
Les Tai Dam, ou Thaï noirs, sont un groupe ethnique d'Asie du Sud-Est, vivant au nord-ouest du Viêt Nam, au Laos, en Thaïlande et en Chine. Leur langue fait partie des langues taï. Ils possèdent leur propre écriture, un alphabet dérivé du pali.
Le nom de cette ethnie, dam, signifiant « noir », est lié à la jupe noire en soie que portent les femmes, ou à leur premier peuplement aux abords de la rivière Noire (sông Đà en vietnamien). Contrairement aux Thaï khao (thaïs blancs), les Thaï noirs s'interdisent le port du blanc, qui est réservé aux périodes de deuil et cérémonies funéraires.
Les femmes tai noirs sont reconnaissables à leurs chemisiers rouges, verts ou bleus, très serrés et fermés par plusieurs agrafes en argent ; les femmes mariées portent un chignon au sommet de la tête, maintenu par une pique en argent, et une coiffe d'un tissu noir brodé, appelé turban pieu. Elles portent le sinh, un sarong, habituellement de couleur noire, rehaussé de motifs floraux, ou d'autres plus colorés à motifs animaliers ou géométriques. La ceinture en tissu des femmes est souvent de couleur verte.
Les Thaï dam pratiquent le culte des ancêtres (le « pô then » est le premier ancêtre de la famille) et l'animisme : ils croient aux « phi » (fantômes ou esprits), aux « phi ban » et ne se sont pas convertis au bouddhisme. Leur organisation sociale en ban mueang (villages) préfigure celle des Lao et des Thaï. Des populations thaï, c'est sans doute celle qui a le moins subi l'influence indienne, via le Cambodge (l'empire khmer).

## Histoire
L'histoire des Thaï noirs nous est connue par le To quam muong, un manuscrit en thaï ancien couvrant la période du XIe siècle à [Quand ?]. Le  nom « To quam mueang » signifie littéralement « récit sur la conquête des mueang » (muong pour les locuteurs vietnamiens, et mueang pour les locuteurs thaï, signifie pays).
Pour la période antérieure au To quam mueang, des études récentes menées par des chercheurs chinois[Lesquels ?], évoquent une hypothétique provenance des Thaï, depuis l'île de Taïwan ; ils seraient entrés en Chine du sud pour migrer encore plus au sud-Est de la péninsule indochinoise. Les Thaï dam vivant à Taïwan font partie de la population autochtone avant l'arrivée des Chinois han dans l'île, arrivés en masse au siècle dernier.[réf. nécessaire]
D'après le To quam muong, les Thaï noirs, tout comme les Thaï, les Lao, et les autres ethnies tai ont migré depuis le sud de la Chine (Yunnan) vers la péninsule indochinoise.
Khun Borom, l'ancêtre mythique fondateur du peuple tai, aurait fondé Muong Tènh  (l'actuelle Ðiện Biên Phủ) ; les légendes thaï relatives à la création du monde sont situées dans la région. Les Thaï dam ont ouvert la route vers l'Asie du Sud-Est à d'autres ethnies thaï, les Thaï lao d'abord, les Thaï siamois ensuite. (Les Thaï lao se sont installés au bord du Mékong. Les Thaï Isan sont des Lao devenus Thaïlandais et peuplent aujourd'hui l'Isan.)
Leur migration aurait eu pour motif la conquête de nouvelles terres propices à la culture du riz et des frictions avec les ethnies environnantes, notamment les Xa et les Kinh (ethnie majoritaire vietnamienne).
À cette époque, la société des Thaï noirs était relativement développée car elle était déjà organisée en ban mueang (village avec une organisation sociale spécifique). Ainsi les Thaï noirs abandonnent les mueang Om et mueang Ai, aux ethnies Xa et Kinh, pour aller plus vers le sud et conquérir un nouveau mueang.
Au Laos, la distinction entre Lao et Thaï n'est apparue qu'avec l'arrivée des Français en Indochine. Aujourd'hui, les thaï dam sont officiellement classés dans le groupe lao loum (Laos des plaines). À l'époque du Lan Xang, les Thaï dam payaient un impôt au roi du Laos, et reconnaissait le roi de Luang Prabang, comme le leur.

### La Mission Pavie
Pour contrecarrer l'influence britannique dans la région après la fin de la troisième guerre anglo-birmane en 1885, et pour assurer une profondeur stratégique à ses nouvelles conquêtes après la guerre franco-chinoise, la France prend pied dans l'est du Siam sous prétexte d'y combattre les bandes chinoises (restes des pavillons noirs) qui sévissaient dans le pays thai (thai dam et thai khao) ou la région des Sip Song Chau Tai (douze cantons thai dam et thai khao). Elle affirme venir défendre un territoire relevant de l'Annam.

### Histoire récente
Après la guerre d'Indochine, beaucoup de Taï dam ont été contraints de quitter le Vietnam, notamment la région de Ðiện Biên Phủ, lieu d'affrontement entre les forces vietnamiennes et françaises. Les Thaï noirs ont majoritairement soutenu la France, car ils étaient opposés au régime communiste.
La séparation entre noble et roturier a été abolie au Vietnam, selon le principe d'égalitarisme communiste. Or par tradition elle perdure parmi les Tai dam, car les chefs de village, les naï banh, sont toujours élus dans la même famille noble.
Les Tai dam réfugiés au Laos dans les années 1950 se sont bien intégrés à la population lao. Bon nombre d'entre eux, arrivés de Ðiện Biên Phủ, habitent maintenant la province de Vientiane.
Lorsqu'en 1975, le mouvement communiste du Pathet Lao renverse le roi du Laos Savang Vatthana et prend le pouvoir, certains sont à nouveau contraints à l'exil. Au départ des camps de réfugiés de la Thaïlande, ils trouvent refuge aux États-Unis, dans l'Iowa (5 000 personnes), en Australie et en France (5 000 personnes).
Thai dam lum phan, chanson de Ko Viset très connue des locuteurs thai, retrace cet exil.

## Les Tai dam aujourd'hui
Actuellement 800 000 Tai Dam vivent au Vietnam 
130 000 au Laos, notamment dans les provinces de Phongsaly, Houaphan, Luang Namtha, Luang Prabang, Xieng Khouang et Vientiane, 20 000 en Thaïlande et 20 000 en Chine populaire.
Les Thai dam vivant actuellement en Thaïlande sont soit des descendants de Thai dam prisonniers de guerre, devenus esclaves, soit ceux provenant de la diaspora liée à la guerre d'Indochine et à l'arrivée au pouvoir du communisme au Laos. Ils sont présents à Nong Khai (près de la frontière lao, où sont partis bon nombre de réfugiés dans les années 1975-80), Khorat et Loei (plus Saraburi).
Des Tai dam vivent toujours également au Sipsongpanna, les « douze rizières à poissons », les ban mueang situés les plus au nord de l'ancien territoire des Thai dam et Thai khao (Thai blancs), devenu chinoises en 1891 par le traité franco-chinois, traité de redéfinition des frontières, menée par la mission Pavie. Le nom de la région en chinois a été modifié en Xishuangbanna (déformation chinoise du mot sipsong panna) . Les douze rizières représentent les 12 familles tai qui ont immigré vers le sud.